# Группа перестановок ранга 3
Группа перестановок ранга 3 действует транзитивно на множестве так, что стабилизатор точки имеет 3 орбиты. Изучение этих групп начал Дональд Хигман. Некоторые спорадические простые группы были открыты как группы перестановок ранга 3.

## Классификация
Примитивные группы перестановок ранга 3 распадаются на следующие классы:
- Камерон[4] классифицировал группы, такие, что {\displaystyle T\times T\leqslant G\leqslant T_{0}\operatorname {wr} Z/2Z}, где цоколь T группы T0 прост, а T0 является 2-транзитивной группой степени {\displaystyle {\sqrt {n}}}.
- Либек[5] классифицировал группы с регулярными элементарными абелевыми нормальными подгруппами
- Баннай[6] классифицировал группы, цоколь которых является простой знакопеременной группой
- Кантор[7] классифицировал группы, цоколь которых является простой классической группой
- Либек и Саксл[8] классифицировали группы, цоколь которых является простой классической исключительной или спорадической группой

## Пример
Если G — любая 4-транзитивная группа, действующая на множестве S, то её действие на пары элементов S является группой перестановок ранга 3. В частности, большинство знакопеременных групп, симметрических групп и групп Матьё имеют 4-транзитивные действия, а потому принадлежат группам перестановок ранга 3.
Проективная полная линейная группа, действующая на прямые в проективном пространстве размерности как минимум 3, является группой перестановок ранга 3.
Некоторые группы 3-перестановок являются группами перестановок ранга 3 (по действию на перестановки).
Как правило, точечный стабилизатор группы перестановок ранга 3, действующий на одну из орбит, является группой перестановок ранга 3. Это даёт некоторые «цепочки» групп перестановок ранга 3, такие как цепочка Судзуки и цепочка, завершающаяся группами Фишера.
Некоторые необычные группы перестановок ранга 3 перечислены ниже (многие из них взяты из работы Либека и Саксла).
Для каждой строки таблицы ниже, в столбце «размер» число слева от знака равно показателю группы перестановок  перестановочной группы для группы перестановок, упомянутой в строке. Сумма справа от знака равно  показывает длину трёх орбит стабилизаторов точки группы перестановок. Например, выражение 15 = 1+6+8 в первой строке таблицы означает, что группа перестановок имеет показатель  15 и длины трёх орбит стабилизаторов точки группы перестановок равны 1, 6 и  8 соответственно.
| Группа | Стабилизатор точки | размер                  | Комментарии |
| --- | --- | ----------------------- | --- |
| {\displaystyle \mathrm {A} _{6}=\mathrm {L} _{2}(9)=} {\displaystyle \mathrm {Sp} _{4}(2)^{\prime }=\mathrm {M} _{1}0^{\prime }} | {\displaystyle \mathrm {S} _{4}}                                                                                            | 15 = 1+6+8              | Пары точек или множества из 3 блоков по 2 в 6-точечном представлением перестановок; два класса                                                                                             |
| {\displaystyle \mathrm {A} _{9}}                                                                                                 | {\displaystyle \mathrm {L} _{2}(8):3}                                                                                       | 120 = 1+56+63           | Проективная прямая P1(8); два класса |
| {\displaystyle \mathrm {A} _{10}}                                                                                                | {\displaystyle (\mathrm {A} _{5}\times \mathrm {A} _{5}):4}                                                                 | 126 = 1+25+100          | Множество 2 блоков из 5 в естественном 10-точечном представлении перестановок |
| {\displaystyle \mathrm {L} _{2}(8)}                                                                                              | {\displaystyle 7:2=\mathrm {Dih} (7)}                                                                                       | 36 = 1+14+21            | Пары точек в P1(8) |
| {\displaystyle \mathrm {L} _{3}(4)}                                                                                              | {\displaystyle \mathrm {A} _{6}}                                                                                            | 56 = 1+10+45            | Гиперовалы в P2(4); три класса |
| {\displaystyle \mathrm {L} _{4}(3)}                                                                                              | {\displaystyle \mathrm {PSp} _{4}(3):2}                                                                                     | 117 = 1+36+80           | Симплектические полярности P3(3); два класса |
| {\displaystyle \mathrm {G} _{2}(2)^{\prime }=\mathrm {U} _{3}(3)}                                                                | {\displaystyle \mathrm {PSL} _{3}(2)}                                                                                       | 36 = 1+14+21            | цепочка Судзуки |
| {\displaystyle \mathrm {U} _{3}(5)}                                                                                              | {\displaystyle \mathrm {A} _{7}}                                                                                            | 50 = 1+7+42             | Действие на вершины графа Хоффмана — Синглтона; три класса |
| {\displaystyle \mathrm {U} _{4}(3)}                                                                                              | {\displaystyle \mathrm {L} _{3}(4)}                                                                                         | 162 = 1+56+105          | Два класса |
| {\displaystyle \mathrm {Sp} _{6}(2)}                                                                                             | {\displaystyle \mathrm {G} _{2}(2)=\mathrm {U} _{3}(3):2}                                                                   | 120 = 1+56+63           | Группа Шевалле типа G2, действующая на алгебру октонионов над GF(2) |
| {\displaystyle \mathrm {\Omega } _{7}(3)}                                                                                        | {\displaystyle \mathrm {G} _{2}(3)}                                                                                         | 1080 = 1+351+728        | Группа Шевалле типа G2, действующая на мнимые октонионы алгебры октонионов над GF(3); два класса                                                                                           |
| {\displaystyle \mathrm {U} _{6}(2)}                                                                                              | {\displaystyle \mathrm {U} _{4}(3):2_{2}}                                                                                   | 1408 = 1+567+840        | Стабилизатор точки является образом линейного представления, получающегося от «понижения» комплексного представления группы Митчела (комплексной группы отражений) по модулю 2; три класса |
| M11 | {\displaystyle \mathrm {M} _{9}:2=3^{2}:\mathrm {SD} _{16}}                                                                 | 55 = 1+18+36            | Пары точек в 11-точечном представлении перестановок |
| M12 | {\displaystyle \mathrm {M} _{10}:2=\mathrm {A} _{6}.2^{2}=} {\displaystyle \mathrm {P{\Gamma }L} (2,9)}                     | 66 = 1+20+45            | Пары точек или пары комплементарных блоков S(5,6,12) в 12-точечном представлении перестановок; два класса                                                                                  |
| M22 | 24:A6 | 77 = 1+16+60            | Блоки S(3,6,22) |
| J2 | {\displaystyle \mathrm {U} _{3}(3)}                                                                                         | 100 = 1+36+63           | цепочка Судзуки; действие на вершины графа Холла — Янко |
| Группа Хигмана — Симса HS | M22 | 100 = 1+22+77           | Действие на вершины графа Хигмана — Симса |
| M22 | {\displaystyle \mathrm {A} _{7}}                                                                                            | 176 = 1+70+105          | Два класса |
| M23 | {\displaystyle \mathrm {M} _{21}:} {\displaystyle 2=\mathrm {L} _{3}(4):2_{2}} {\displaystyle =\mathrm {P{\Sigma }L} (3,4)} | 253 = 1+42+210          | Пары точек в 23-точечном представлении перестановок |
| M23 | {\displaystyle 2^{4}:\mathrm {A} _{7}}                                                                                      | 253 = 1+112+140         | Блоки S(4,7,23) |
| Группа МакЛафлина McL | {\displaystyle \mathrm {U} _{4}(3)}                                                                                         | 275 = 1+112+162         | Действие на вершины графа МакЛафлина |
| M24 | {\displaystyle \mathrm {M} _{22}:2}                                                                                         | 276 = 1+44+231          | Пары точек в 24-точечном представлении перестановок |
| G2(3) | {\displaystyle \mathrm {U} _{3}(3):2}                                                                                       | 351 = 1+126+244         | Два класса |
| G2(4) | J2 | 416 = 1+100+315         | цепочка Судзуки |
| M24 | {\displaystyle \mathrm {M} _{12}:2}                                                                                         | 1288 = 1+495+792        | Пары комплементарных 12-точечных множеств в 24-точечном представлении перестановок |
| Группа Судзуки Suz | {\displaystyle \mathrm {G} _{2}(4)}                                                                                         | 1782 = 1+416+1365       | цепочка Судзуки |
| G2(4) | {\displaystyle \mathrm {U} _{3}(4):2}                                                                                       | 2016 = 1+975+1040       | |
| Co2 | {\displaystyle \mathrm {PSU} _{6}(2):2}                                                                                     | 2300 = 1+891+1408       | |
| Группа Рудвалиса Ru | 2F4(2) | 4060 = 1+1755+2304      | |
| Fi22 | {\displaystyle 2.\mathrm {PSU} _{6}(2)}                                                                                     | 3510 = 1+693+2816       | 3-перестановки |
| Fi22 | {\displaystyle \mathrm {\Omega } _{7}(3)}                                                                                   | 14080 = 1+3159+10920    | Два класса |
| Fi23 | 2.Fi22 | 31671 = 1+3510+28160    | 3-перестановки |
| {\displaystyle \mathrm {G} _{2}(8).3}                                                                                            | {\displaystyle \mathrm {SU} _{3}(8).6}                                                                                      | 130816 = 1+32319+98496  | |
| Fi23 | {\displaystyle \mathrm {P\Omega } _{8}^{+}(3).\mathrm {S} _{3}}                                                             | 137632 = 1+28431+109200 | |
| Fi24 ' | Fi23 | 306936 = 1+31671+275264 | 3-перестановки |